# Боссхарт, Лео
Леонард «Лео» Франсуа Герард Боссхарт (нидерл. Leonard «Leo» François Gerard Bosschart; 24 августа 1888, Кутараджа, Голландская Ост-Индия – 9 мая 1951, Хобокен, Антверпен, Бельгия) – нидерландский футболист, полузащитник. Являлся капитаном сборной Нидерландов, в её составе стал бронзовым призером Олимпиады 1920 года в Антверпене.

## Клубная карьера
Всю карьеру провёл в клубе «Квик Ден Хааг», в составе которого четырежды становился обладателем Кубка Нидерландов: в 1909, 1910, 1911 и 1916 годах.

## Карьера в сборной
За сборную дебютировал 11 декабря 1909 года в гостевом товарищеском матче против сборной Англии. Первый и единственный гол забил 9 марта 1913 года в ворота сборной Бельгии. Спустя год против того же соперника Боссхарт вывел сборную на поле в качестве капитана. На VII летних Олимпийских играх в Антверпене отыграл все четыре матча, в трёх из которых вышел на поле с капитанской повязкой. Матч за второе место против сборной Испании стал для футболиста последним за сборную. Считается, что из сборной его вынудили уйти, так как он был одним из недовольных условиями проживания команды в Антверпене.

## Личная жизнь
Родился в Голландской Ост-Индии в семье лейтенанта нидерландской армии Франсуа Гильема Жака Боссхарта (нидерл. François Guilleaume Jacques Bosschart) и Анны Катарины Герардины Эрас (нидерл. Anna Catharina Gerardina Eras). Изучил инженерное дело в Делфтском техническом университете. Позднее стал шеф-инженером судостроительной компании Burgerhout и верфи Conrad Shipyard в Роттердаме. С 1938 года и до своей смерти был директором верфи John Cockerill Shipyard в Хобокене, Антверпен.

## Статистика

### Матчи Боссхарта за сборную Нидерландов
| Матчи Боссхарта за сборную Нидерландов | Матчи Боссхарта за сборную Нидерландов | Матчи Боссхарта за сборную Нидерландов | Матчи Боссхарта за сборную Нидерландов | Матчи Боссхарта за сборную Нидерландов | Матчи Боссхарта за сборную Нидерландов |
| -------------------------------------- | -------------------------------------- | -------------------------------------- | -------------------------------------- | -------------------------------------- | -------------------------------------- |
| №                                      | Дата                                   | Соперник                               | Счёт                                   | Голы Боссхарта                         | Соревнование                           |
| 1                                      | 11 декабря 1909                        | Англия (люб.)                          | 1:9                                    | —                                      | Товарищеский матч                      |
| 2                                      | 10 апреля 1910                         | Бельгия                                | 7:0                                    | —                                      | Кубок Rotterdamsch Nieuwsblad 1910     |
| 3                                      | 24 апреля 1910                         | Германия                               | 4:2                                    | —                                      | Товарищеский матч                      |
| 4                                      | 2 апреля 1911                          | Бельгия                                | 3:1                                    | —                                      | Кубок Rotterdamsch Nieuwsblad 1911     |
| 5                                      | 17 апреля 1911                         | Англия (люб.)                          | 0:1                                    | —                                      | Товарищеский матч                      |
| 6                                      | 17 ноября 1912                         | Германия                               | 3:2                                    | —                                      | Товарищеский матч                      |
| 7                                      | 9 марта 1913                           | Бельгия                                | 3:3                                    | 1                                      | Кубок Ванден Абеле 1913                |
| 8                                      | 24 марта 1913                          | Англия (люб.)                          | 2:1                                    | —                                      | Товарищеский матч                      |
| 9                                      | 20 апреля 1913                         | Бельгия                                | 2:4                                    | —                                      | Кубок Rotterdamsch Nieuwsblad 1913     |
| 10                                     | 15 ноября 1913                         | Англия (люб.)                          | 1:2                                    | —                                      | Товарищеский матч                      |
| 11                                     | 15 марта 1914                          | Бельгия                                | 4:2                                    | —                                      | Кубок Ванден Абеле 1914                |
| 12                                     | 5 апреля 1914                          | Германия                               | 4:4                                    | —                                      | Товарищеский матч                      |
| 13                                     | 26 апреля 1914                         | Бельгия                                | 4:2                                    | —                                      | Кубок Rotterdamsch Nieuwsblad 1914     |
| 14                                     | 9 июня 1919                            | Швеция                                 | 3:1                                    | —                                      | Товарищеский матч                      |
| 15                                     | 5 апреля 1920                          | Дания                                  | 2:0                                    | —                                      | Товарищеский матч                      |
| 16                                     | 28 августа 1920                        | Люксембург                             | 3:0                                    | —                                      | Олимпийские игры 1920                  |
| 17                                     | 29 августа 1920                        | Швеция                                 | 5:4                                    | —                                      | Олимпийские игры 1920                  |
| 18                                     | 31 августа 1920                        | Бельгия                                | 0:3                                    | —                                      | Олимпийские игры 1920                  |
| 19                                     | 5 сентября 1920                        | Испания                                | 1:3                                    | —                                      | Олимпийские игры 1920                  |

Итого: 19 матчей / 1 гол; 11 побед, 2 ничьи, 6 поражений.

## Достижения

### Клубные

#### «Квик Ден Хааг»
- Обладатель Кубка Нидерландов (4): 1909, 1910, 1911, 1916

### В сборной
- Бронзовый призёр Олимпийских игр: 1920

## Внешние ссылки
- Профиль игрока на сайте RSSSF
- Профиль игрока на сайте Олимпийского комитета Нидерландов